# Mauregatus Asturský
Mauregatus Uzurpátor (španělsky: Mauregato) byl král Asturie od roku 783 do roku 788, nebo 789. Byl nelegitimním synem Alfonsa I. a, pravděpodobně, maurské nevolnice. Uzurpoval trůn po smrti Sila Asturského, manžela jeho polorodé sestry Adosindy, díky čemuž získal svou přezdívku.  Šlechta sice s pomocí Adosindy zvolila za krále Alfonsa II., ale Mauregatus shromáždil velkou armáda svých podporovatelů a vyhnal Alfonsa do exilu v Álavě.
Podle folkóru se Mauregatus a maurští vládci dohodli na apokryfním tributu 100 panen. Mauři podle tohoto pravděpodobně smyšleného příběhu měli obdržet každý rok 100 panen jako platbu za pomoc Mauregatovu nástupu na trůn. Tato dohoda měla skončit poté, co Ramiro I. porazil Maury v legendární bitvě u Clavija.
Po šesti letech vlády zemřel z přirozených příčin a byl pohřben v kostele San Juan Apóstol y Evangelista v Pravii. Po jeho smrti byl za nástupce vybrán Bermudo I.